# San Tommaso Apostolo

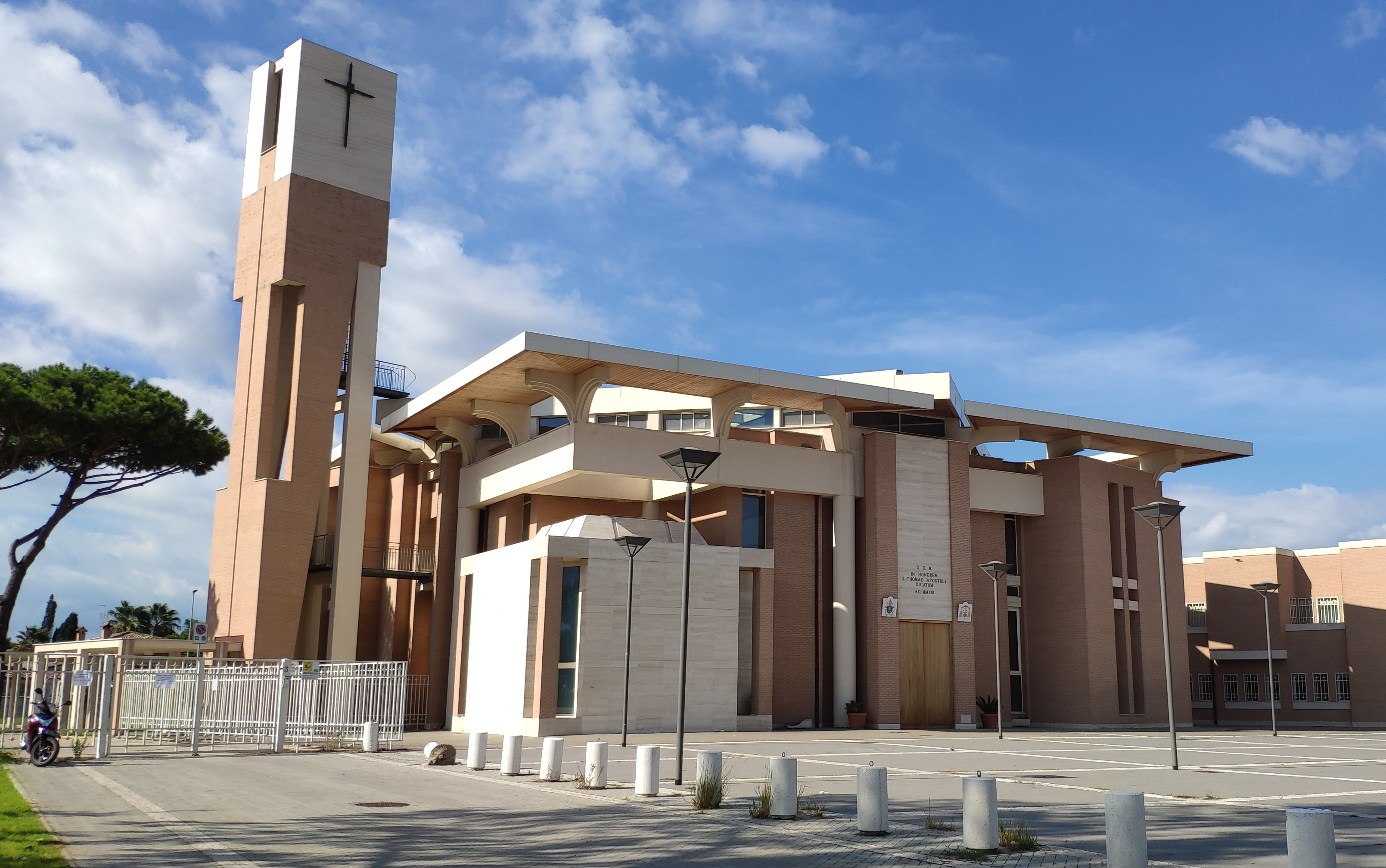
San Tommaso Apostolo

San Tommaso Apostolo ist eine Titelkirche in Rom und ist nach dem Apostel Thomas benannt.

## Kirche
Sie wurde als Pfarrkirche für die Pfarrei St. Thomas, welche am 19. Februar 1964 in der XXVII. Präfektur im Süden von Rom gegründet wurde, am 14. April 2013 geweiht.
Die Pfarrei wurde durch Papst Johannes Paul II. am 3. Dezember 2003 und durch Papst Franziskus am 16. Februar 2016 besucht.

## Kardinalpriester
Der Titel wurde am 14. Februar 2015 geschaffen. Er wird von dem folgenden Kardinalpriester getragen:
- Pierre Nguyễn Văn Nhơn seit 14. Februar 2015